# Hattab Ben Yemina
Hattab Ben Yemina (arabe : حطاب بن يمينة) est un footballeur tunisien.
Il évolue au poste de milieu de terrain au sein du Club africain.

## Carrière
- 1932-1941 : Club africain (Tunisie)

## Palmarès
Club africain
- Championnat de Tunisie (1) : 
  - Champion : 1937 (promotion d'honneur)[2].